# Viasat

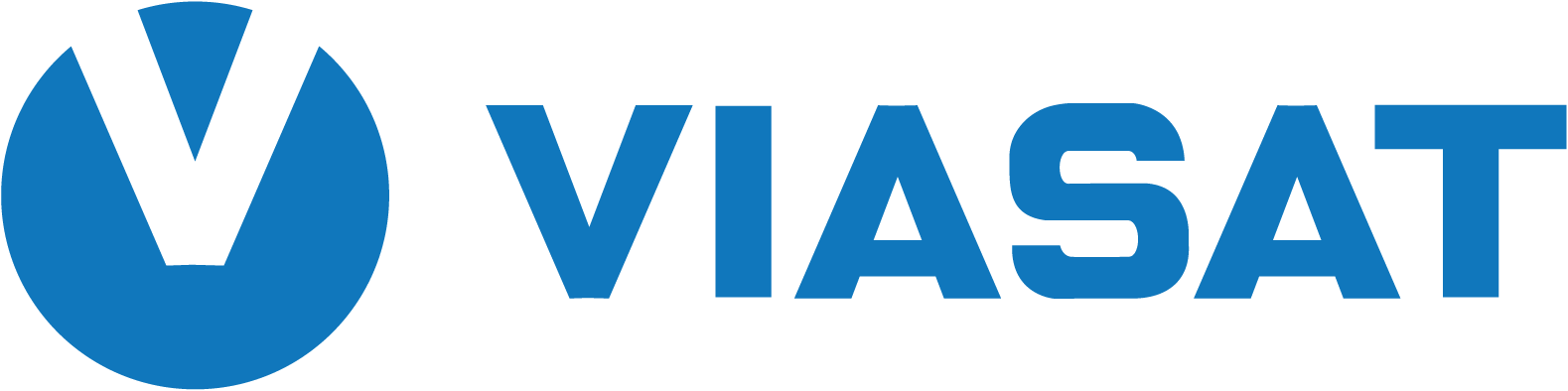
Logo společnosti Viasat

Viasat je společnost provozující satelitní a kabelové televizní kanály. Majitelem je švédský mediální konglomerát Modern Times Group. Společnost má centrálu v Londýně a zaměřuje se na skandinávské a pobaltské země. Kanály distribuuje přes satelit Astra 4A (dříve Sirius 4) z pozice 4.8° východní délky s šifrováním NDS VideoGuard, který je určen pouze jako distribuce poskytovatelům kabelového a satelitního vysílání.
Pro Českou republiku a Slovensko jsou určeny kanály:
- Viasat Explore: Vysílá programy o cestování, bydlení, gastronomii a luxusních produktech.
- Viasat History: Vysílá programy o historii, civilizaci a nostalgii.
- Viasat Nature: Vysílá programy o přírodě, zvířatech a divoké zvěři.

## Poskytovatelé
| parametry          | Viasat Explore             | Viasat History             | Viasat Nature     | Viasat HD         |
| Kmitočet           | 11 934 MHz                 | 11 934 MHz                 | 11 934 MHz        | 12 207 MHz        |
| Polarizace         | Vertikální                 | Vertikální                 | Vertikální        | Vertikální        |
| FEC                | 3/4                        | 3/4                        | 3/4               | 3/4               |
| Symbolová rychlost | 27 500 kS/s                | 27 500 kS/s                | 27 500 kS/s       | 27 500 kS/s       |
| SID                | 5082                       | 5083                       | 5084              | 5614              |
| VPID               | 4512                       | 4513                       | 4514              | 1301              |
| APID               | 4522 cze 4532 eng 4542 hun | 4523 cze 4533 eng 4543 hun | 4524 cze 4534 eng | 1302 eng 1304 cze |

| parametry          | Viasat Explore          | Viasat History          |
| Kmitočet           | 12 265 MHz              | 12 188 MHz              |
| Polarizace         | Vertikální              | Vertikální              |
| FEC                | 7/8                     | 7/8                     |
| Symbolová rychlost | 28 000 kS/s             | 28 000 kS/s             |
| SID                | 30904                   | 30806                   |
| VPID               | 251                     | 351                     |
| APID               | 360 hun 361 cze 362 eng | 260 hun 361 cze 262 eng |

| parametry          | Viasat Explore           | Viasat History           |
| Kmitočet           | 12 643 MHz               | 12 723 MHz               |
| Polarizace         | Horizontální             | Horizontální             |
| FEC                | 3/4                      | 3/4                      |
| Symbolová rychlost | 27 500 kS/s              | 27 500 kS/s              |
| SID                | 1354                     | 1358                     |
| VPID               | 549                      | 548                      |
| APID               | 699 eng 713 hun 3006 cze | 698 eng 714 hun 3005 cze |